# Pesem poletja 2009
Finale 5. festivala Pesem poletja je potekal 26. septembra 2009 v grosupeljskem Kongu. Prireditev, katere glavna organizatorka je bila TV Paprika, sta povezovala Mark Popović in Sara Urač. Za tekmovalni del naj bi bilo izbranih 30 skladb oziroma izvajalcev, a v finalu nekateri niso nastopili. V spremljevalnem programu so nastopili Domen Kumer in Petra Pečovnik, zmagovalca Pesmi poletja 2008 (Kamasutra), Game Over (Igra za dva, Nihče ni popoln, Naj vedo), Lucy J (Ščit), Ladyz 1st (Ne dovoli), Kaya (Diham), Emilija Kokić in Brigita Šuler. Zmagala je skupina Sexplosion s pesmijo Šejk.

### Finalne tekmovalne skladbe
| #   | Izvajalec          | Pesem                  |
| --- | ------------------ | ---------------------- |
| 1.  | Sara Kobold        | Kaj je to, kar ona ima |
| 2.  | Skater             | Vroče petke            |
| 3.  | Uporniki           | Povej                  |
| 4.  | Mateja Malnar      | Daj mi povej           |
| 5.  | Denis Poštrak      | Povej mi, Marina       |
| 6.  | Nina Jagodic       | Mladost                |
| 7.  | Dragan Daljević    | Frayer                 |
| 8.  | Rock Shock         | Glej me v oči          |
| 9.  | Ana Rotar          | Čas je                 |
| 10. | Boštjan Dirnbek    | Če bog mi oprosti      |
| 11. | Iris               | Do neba                |
| 12. | 4Play              | Ko usoda se igra       |
| 13. | Niki               | Zvezde bi ugasnila     |
| 14. | Extrem             | Anakonda               |
| 15. | Taya               | Svet na dlani          |
| 16. | Tomaž Ilešič       | Vrti se zemlja         |
| 17. | David Herga        | Poljub kar na obraz    |
| 18. | Jacob Kapus        | Dvojno                 |
| 19. | Ela                | Glas sirene            |
| 20. | Urša Hočevar Čepin | Plave oči, plava kosa  |
| 21. |                    |                        |
| 22. | Black Cat          | Nikoli                 |
| 23. | Zvonko Zorjan      | Casino                 |
| 24. | The M.A.F.F.       | Privacy                |
| 25. | Alexio             | Odpri oči              |
| 26. | Sons               | Barve                  |
| 27. |                    |                        |
| 28. | Sexplosion         | Šejk                   |

### Nagrade
O zmagovalcu in preostalih dveh nagrajencih je odločalo glasovanje preko mobilnih telefonov. Največ glasov in zatorej nagrade so prejeli:
- 3. nagrada: 4Play – Ko usoda se igra
- 2. nagrada: Black Cat – Nikoli
- 1. nagrada: Sexplosion – Šejk